# Midland (Ontario)
Midland [ˈmɪdˌlænd] ist ein Ort in Kanada und liegt in der Provinz Ontario, direkt an der Georgian Bay im Simcoe County. Der Ort mit 16.864 Einwohnern ist ein bedeutendes Naherholungsgebiet und ökonomisches Zentrum der Region, das neben einem Krankenhaus auch einen örtlichen Flughafen aufweist.

## Infrastruktur
Der Ort ist vor allem in den Sommermonaten beliebtes Ausflugsziel von Touristen. Durch die Vielzahl der Besucher in den Sommermonaten kann die Bevölkerungszahl über 100.000 Bewohner ansteigen.

## Sehenswertes
- Die beliebtesten Sehenswürdigkeiten sind von Midland aus nur mit dem Boot zu erreichen – die 30.000 vorgelagerten Islands. Die vielen kleinen Inseln sind mit Ferienhäusern besiedelt.
- Nahe der Stadt befindet sich die Jesuitenmission Sainte-Marie-au-pays-des-Hurons, die 1988 zur National Historic Site of Canada erklärt wurde[2] und inzwischen zu einem Museum über die Missionstätigkeiten des 17. Jahrhunderts umgestaltet wurde. Daneben liegt die Kirche Martyrs' Shrine, die das Grab der den Märtyrertod gestorbenen fünf Missionaren während des Krieges zwischen Huronen und Irokesen beherbergt. Auch das Huronenmuseum und ein indianisches Dorf liegen in der Umgebung. Nach einem Feuer, das große Teile des Dorfes zerstörte, ist es wieder im Aufbau begriffen.
- Das Wye Marsh Wildlife Centre ist Heimat des Trompeterschwans, der Trauerseeschwalbe und der Zwergdommel. Der Trompeterschwan gilt als Symboltier der Stadt. Im Hafen befindet sich eine große Statue dieses Tieres.
- In der Stadt findet man zahlreiche Wandgemälde. Das Größte befindet sich an einem Silo im Hafen und zeigt die Begegnung eines Indianers mit einem Jesuitenpater vor dem Hintergrund der Jesuitenmission.

## Geschichte
Die Geschichte des Ortes nahm 1871 ihren Anfang, als die Midland Railway of Canada die spärlich besiedelte Region der Mundy's Bay als Erschließungsgebiet ins Auge nahm. Das Stadtgebiet wurde 1872/73 erschlossen und die Grundstücksaufteilung in Grundzügen bis 1879 beendet. Die Eisenbahngesellschaft ließ eine Lotterie veranstalten, um die Besiedlung voranzutreiben. Das Wachstum der Stadt begründete sich auf den Schifffahrtsverkehr auf der Georgian Bay, den Holzabbau und den Getreidehandel.

## Wirtschaft
1952 wurde auf Initiative von Günther Leitz das Werk Ernst Leitz Canada errichtet, das er bis 1969 leitete. Seit 1999 gehört es unter dem Namen Elcan (für Ernst Leitz Canada) zum US-Rüstungskonzern Raytheon.

## Sport
2018 und 2019 fanden die Panamerika-Meisterschaften im Cyclocross in Midland statt.

## Söhne und Tochter Midlands
- Herbert Drury (1895–1965), Eishockeyspieler
- John Muckler (1934–2021), Eishockeyspieler
- Peggy McIntaggart (* 1961), Schauspielerin und Model